# Lori-Ann Muenzer
Lori-Ann Muenzer (Toronto, 21 de mayo de 1966) es una deportista canadiense que compitió en ciclismo en la modalidad de pista, especialista en las pruebas de velocidad individual y contrarreloj.
Participó en dos Juegos Olímpicos de Verano, en los años 2000 y 2004, obteniendo una medalla de oro en Atenas 2004 en la prueba de velocidad individual.
Ganó cuatro medallas en el Campeonato Mundial de Ciclismo en Pista entre los años 2000 y 2004.

## Medallero internacional
| Juegos Olímpicos   | Juegos Olímpicos         | Juegos Olímpicos  | Juegos Olímpicos     |
| Año                | Lugar                    | Medalla           | Competición          |
| ------------------ | ------------------------ | ----------------- | -------------------- |
| 2004               | Atenas (Grecia)          | Medalla de oro    | Velocidad individual |
| Campeonato Mundial |                          |                   |                      |
| Año                | Lugar                    | Medalla           | Competición          |
| 2000               | Mánchester (Reino Unido) | Medalla de plata  | Velocidad individual |
| 2001               | Amberes (Bélgica)        | Medalla de plata  | 500 m contrarreloj   |
| 2001               | Amberes (Bélgica)        | Medalla de bronce | Velocidad individual |
| 2004               | Melbourne (Australia)    | Medalla de bronce | Velocidad individual |